# Egholm (Limfjord)
Egholm  ist eine dänische Insel im Limfjord nahe der Stadt Aalborg. Die Insel hat eine Größe von 600 Hektar und wird von 51 Einwohnern (1. Januar 2023) ständig bewohnt. Die Insel gehört zur Kirchspielsgemeinde (dän.: Sogn) Vesterkær Sogn, die bis 1970 zur Harde Kær Herred im damaligen Aalborg Amt gehörte, danach zur Aalborg Kommune im damaligen Nordjyllands Amt, die mit der Kommunalreform zum 1. Januar 2007 in der „neuen“ Aalborg Kommune in der Region Nordjylland aufgegangen ist.

## Verkehr

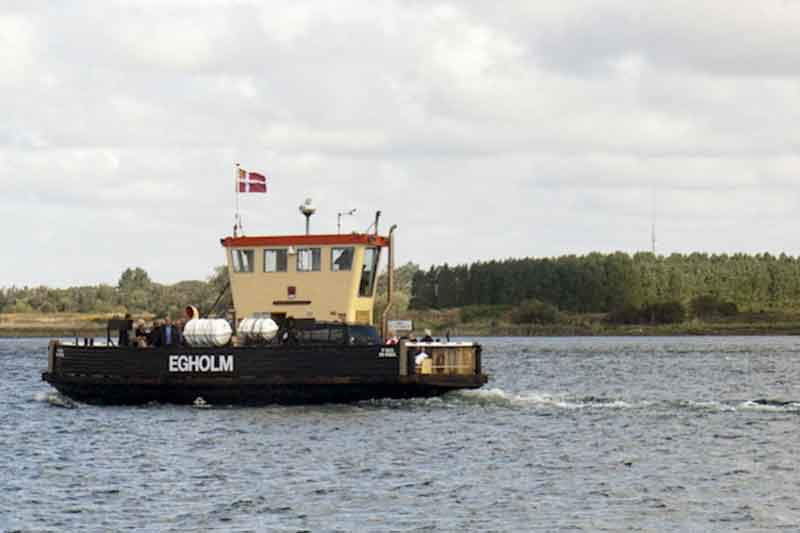
Egholmfähre

Die Insel ist mit der Egholmfähre (dänisch Egholmfærgen) mit Aalborg verbunden. Die Überfahrt dauert fünf Minuten.
Über die Insel soll in Zukunft die Dritte Limfjordverbindung führen, die von Süden kommend durch einen Tunnel die Insel erreicht und über eine Brücke nach Norden weiterführen soll. Der Baubeginn soll 2024 erfolgen.